# Tweede Kamerverkiezingen 1989/Kandidatenlijst/VMP
Dit is de kandidatenlijst voor de Tweede Kamerverkiezingen 1989 van de Vooruitstrevende Minderheden Partij. Deze lijst bevatte één kandidaat.

## De lijst
1. Fred Kartaram - 1.942 stemmen

CDA · PvdA · VVD · D66 · SGP · Groen Links · GPV · RPF · VCN · SP · Humanistische Partij · Milieu Defensie Partij 2000+ · PDS · Realisten Nederland · AWP · Bejaarden Centraal · Vrouwenpartij · Socialistische Minderheden Partij · Centrumdemocraten · De Groenen · PPvO · VMP · SAP · Grote Alliance Partij · Staatkundige Federatie